# Фауністичний комплекс
Фауністи́чний ко́мплекс — тваринний світ, пов'язаний із певними рослинними угрупованнями. Існують такі фауністичні комплекси як лісові, степові, лучні, болотні, прісних водойм тощо.
По В. В. Кучеруку (1959) і І. Л. Кулік (1972), фауністичний комплекс — це сукупність видів, поширених тільки в певній природній зоні або тих, які мають у ній оптимум ареалу.
За Н. В. Тупіковою (1975), «фауністичний комплекс — це специфічний набір видів зі схожим поширенням, пов'язаний спільністю розвитку з певними типами ландшафтів; як наслідок спільної еволюції види пристосовані один до одного, до природно-територіальних комплексів… знаходять тут оптимальні умови».
За М. Г. Олсуфьєвим (1980), фауністичний комплекс — це група видів, що мають схожі ареали і екологію.
За Ю. О. Дубровським і І. Л. Кулік (1979), «фауністичні комплекси тварин… є одним з компонентів біогеоценозів» (с. 258). Як пишуть ці автори, ці критерії «застосовні для оцінки приналежності виду до фауністичного комплексу будь-якої ландшафтної зони». Отже, будь-якій ландшафтній зоні властивий свій фауністичний комплекс (чому тільки зоні, а не підзоні, тим більше що в останніх схемах зональності багато підзон переводяться в ранг зони?). І для кожної зони «розробляється» (Дубровский, Кулик, 1979) свій фауністичний комплекс, поки в основному ссавців, потім, ймовірно, послідують аналогічні роботи по найрізноманітніших групах тварин.